# 1788 en arts plastiques
| Années des arts plastiques : 1785 - 1786 - 1787 - 1788 - 1789 - 1790 - 1791    |
| Décennies des arts plastiques : 1750 - 1760 - 1770 - 1780 - 1790 - 1800 - 1810 |

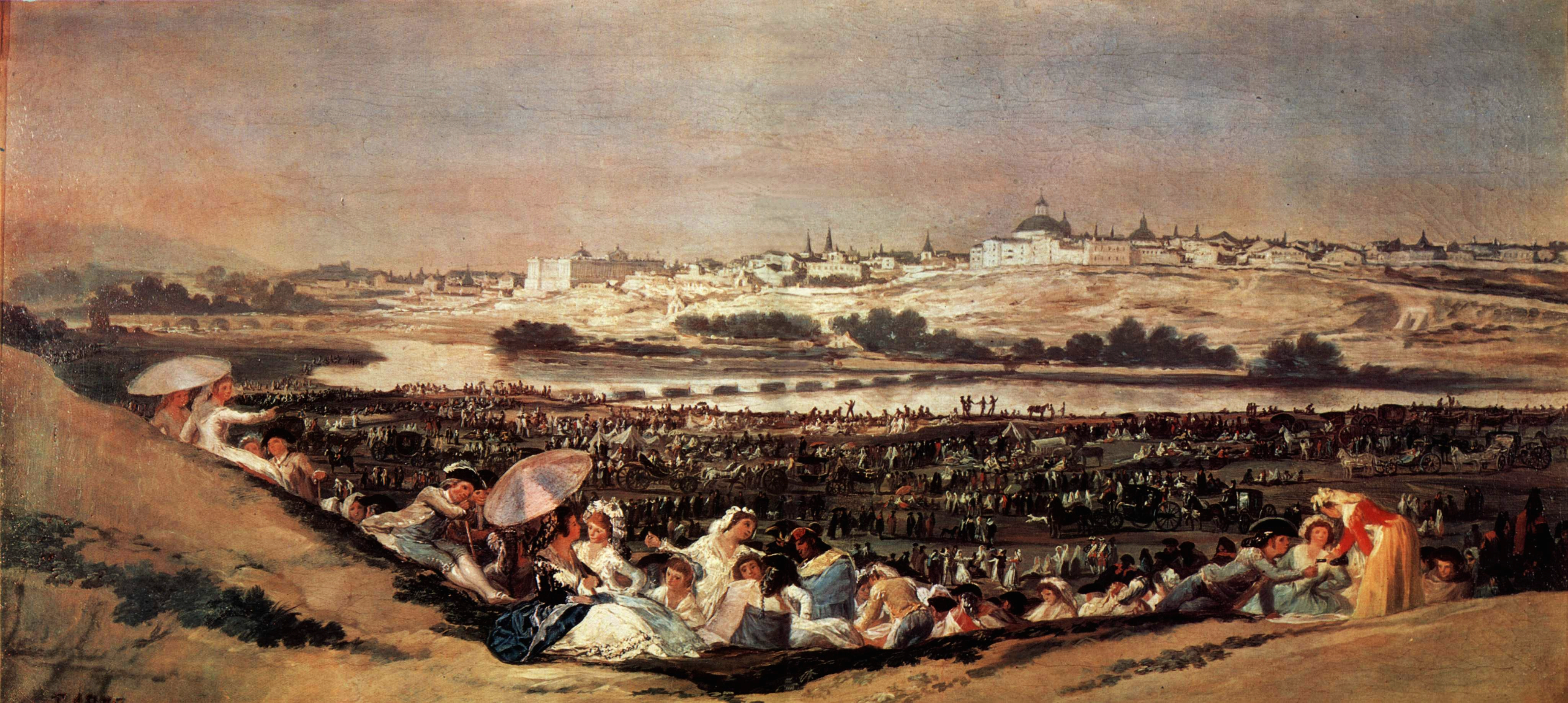
La Prairie de Saint-Isidore, toile de Goya.

Cette page concerne l'année 1788 en arts plastiques.

## Œuvres
- Sixième série des Cartons pour tapisserie de Francisco de Goya :
  - La Poule aveugle
  - La Prairie de Saint-Isidore
  - L'Ermitage de saint Isidore
  - Goûter champêtre
- La Famille du duc d'Osuna, huile sur toile de Francisco de Goya

## Naissances
- 29 février : Catharine Hermine Kølle, artiste norvégienne († 27 août 1859),
- 5 avril : Franz Pforr, peintre allemand († 16 juin 1812),
- 18 avril :
  - Michele Bisi, graveur et peintre italien († 26 décembre 1874),
  - Charles de Steuben, peintre français († 21 novembre 1856),
- 28 juillet : Giuseppe Canella, peintre italien († 11 septembre 1847),
- 24 mai : Johann Pfunner, peintre rococo et classiciste austro-allemand (° entre 1713 et 1716),
- 27 mai : Louis-Yves Queverdo, graveur français († vers 1860),
- 17 août : Godefroy Engelmann, artiste dessinateur et imprimeur lithographe français († 25 avril 1835),
- 3 octobre : Jean-Paul Alaux dit Gentil, peintre et lithographe français († 25 janvier 1858),
- 18 novembre : Constant-Louis-Félix Smith, peintre français († 10 septembre 1873),
- 3 décembre : Louis Nicolas Lemasle, peintre français († 14 octobre 1876),
- 28 décembre : Simon Jacques Rochard, peintre français († 10 juin 1872),
- 31 décembre : Alphonse de Cailleux, peintre, conservateur et administrateur français des musées royaux († 24 mai 1876),
- Nicolae Polcovnicul, peintre roumain (° 1842).

## Décès
- 17 février : Maurice Quentin de La Tour, peintre français (° 5 septembre 1704),
- 1er avril : Antonio González Ruiz, peintre espagnol (° 21 juillet 1711),
- 2 août : Thomas Gainsborough, peintre britannique (° 14 mai 1727),
- 25 août : Pierre-Charles Duvivier, peintre français († 24 juin 1716),
- 18 novembre : Robert Edge Pine, peintre britannique (° 1730),
- 30 décembre : Francesco Zuccarelli, peintre et graveur italien (° 15 août 1702),
- ? :
  - Marie-Marguerite Carreaux de Rosemond, peintre français,
  - Anna Bacherini Piattoli, peintre italien (° 1720),
  - Carlo Bonavia, peintre italien (° ?).